# Consejo Europeo de Investigaciones Sociales de América Latina
El Consejo Europeo de Investigaciones Sociales de América Latina (CEISAL) es una asociación científica que réune 35 institutos de investigación, facultades universitarias y otras organizaciones en 16 países europeos que estudian el quehacer latinoamericano. 

## Organismos y reuniones
El Consejo Europeo de Investigaciones Sociales de América Latina (CEISAL) es una asociación científica sin ánimo de lucro. Sus objetivos principales son la contribución al trabajo investigativo, la producción de conocimiento a través de la investigación y el reconocimiento del trabajo que la ciencia social hace para entender mejor el desarrollo social, político y económico de la región latinoamericana. Todo lo anterior se da gracias a la estrecha colaboración tanto entre sus miembros, como también con organizaciones e institutos en América Latina. 
Los organismos principales del CEISAL son la Asamblea General, compuesta por los institutos / asociaciones miembros, y la Comisión Directiva, elegida por la Asamblea General y compuesta por un máximo de nueve miembros. Ambos organismos se reúnen anualmente, o físicamente o en línea. De acuerdo a los estatutos, la Comisión Directiva elige la Presidencia de CEISAL por un período de tres años. La Presidencia actual ejerce Francisco Sánchez de la Universidad de Salmanca, en España. 
Cada tres años CEISAL organiza un congreso internacional. Para más información al respecto, ver lista abajo.

## Congresos
- I: Salamanca 26 - 28 de junio de 1996
- II: Halle 4 - 9 de septiembre de 1998
- III: Ámsterdam 3 - 6 de julio de 2002
- IV: Bratislava 4 - 7 de julio de 2004
- V: Bruselas 11 - 14 de abril de 2007
- VI: Toulouse 30 de junio - 3 de julio de 2010
- VII: Oporto 12 - 15 de junio de 2013
- VIII: Salamanca 28 de junio - 1 de julio de 2016
- IX: Bucarest 29 - 31 de julio de 2019
- X: Helsinki 13 - 15 de julio de 2022
- XI: París 2 - 4 de junio de 2025 - CEISAL 2025
- XII: Valencia, 2028

## Historia institucional
CEISAL fue fundado en el Castillo de Rheda, Westfalia, el 16 de abril de 1971, como una iniciativa para construir un puente entre el Oeste y el Este de Europa. La intención era abrir un espacio de libertad académica y de intercambio crítico entre las dos regiones para contribuir al desarrollo del latinoamericanismo europeo. Participaron en el acto de fundación 24 instituciones de investigación y docencia de 8 países de Europa Occidental así como de Polonia y Hungría y Checoslovaquia. El protagonista de esta iniciativa fue Hanns-Albert Steger, sociólogo de la Universidad Erlangen-Nürnberg, quien presidió CEISAL durante 24 años. 
Los estatutos fueron registrados oficialmente por el Estado austriaco en 1980 y la sede jurídica radica hasta hoy en el Instituto Austriaco para América Latina de Viena. La Unesco reconoció a CEISAL en 1984 y le dio en 1997 el estatuto oficial de organización no gubernamental en relaciones operacionales con la Unesco. Los estatutos fueron modificados en 1998 y 2002 para tener mayor flexibilidad, eficiencia y transparencia del organismo. En el año 2024 el CEISAL cuenta con 35 miembros – institutos y centros especializados en estudios de América Latina y el Caribe y asociaciones nacionales, representando 16 países europeos.
El CEISAL colabora estrechamente con la Red Europea de Información y Documentación sobre América Latina (REDIAL).
Junto con la Fundación Profesor Andrzej Dembicz, CEISAL convoca regularmente al Premio Profesor Andrzej Dembicz a la mejor tesis doctoral sobre América Latina y el Caribe.
Lista de los presidentes de CEISAL:
- 1971-1995: Hanns-Albert Steger, Universidad Erlangen-Nürnberg, Alemania
- 1995-2001: Romain Gaignard, Universidad de Toulouse II – Jean Jaurès, Francia
- 2001-2007: Andrzej Dembicz, Universidad de Varsovia, Polonia
- 2007-2010: Klaus Bodemer, Institut für Iberoamerika-Kunde (hoy: GIGA Instituto para estudios latinoamericanos), Alemania
- 2010-2013: Miguel Carrera Troyano, Universidad de Salamanca, España
- 2013-2016: Carlos Quenan, Instituto de las Américas, Francia
- 2016-2019: Jussi Pakkasvirta, Universidad de Helsinki, Finlandia
- 2019-2022: Maria Clara Medina, Universidad de Gotemburgo, Suecia
- 2022-2025: Merike Blofield (hasta 2023) y Bert Hoffmann (2023-2025), German Institute for Global and Area Studies (GIGA)
- 2025-2028: Francisco Sánchez, Universidad de Salamanca, España

## Miembros

### Internacional
- Centro de Estudios, Formación e Información de América Latina (CEFIAL)

### Alemania
- Asociación Alemana de Investigación sobre América Latina (ADLAF)
- Grupo de Investigación Literaturas y Culturas en América Latina (GILCAL), Universidad de Halle
- Instituto Ibero-Americano de Patrimonio Cultural Prusiano (IAI), Berlín
- Instituto Latinoamericano (LAI) de la Universidad Libre de Berlín
- German Institute for Global and Area Studies (GIGA)
- Universidad de Hamburgo

### Bélgica
- (IRELAC/ICHEC) - Institut Interdisciplinaire pour les Relations entre l’Union Européenne, l’Amérique Latine,  l’Afrique et les Caraïbes

### España
- Universidad de Valencia
- Instituto de Iberoamérica y el Mediterráneo, Fundación Laboral de Asistencia y Promoción de Empresas (IBEM)
- Instituto Interuniversitario de Estudios de Iberoamérica, Universidad de Salamanca
- Departamento de Historia y Filosofía, Universidad de Alcalá de Henares
- Instituto Universitario de Estudios sobre América Latina (IEAL), Universidad de Sevilla

### Finlandia
- Department of World Cultures, University of Helsinki

### Francia
- Centre de recherche et de documentation de l'Amérique latine (CREDA), Université de la Sorbonne Nouvelle Paris III
- Institut des Hautes Etudes de l‘Amérique Latine (IHEAL), Université de la Sorbonne Nouvelle Paris III
- Institut des Amériques, Centre national de la recherche scientifique. SCTD, GIS IDA, 3486 (C.N.R.S.)
- (IPEAT) Institut Pluridisciplinaire pour les Études sur les Amériques à Toulouse

### Noruega
- Norwegian Association of Latin American Studies (NALAS)

### Hungría
- Centro Iberoamericano, Universidad de Pécs

- Departamento de Estudios Hispánicos, Szeged University

### Holanda
- Centro de Estudios y Documentación Latinoamericana (CEDLA), Universidad de Ámsterdam

### Italia
- (ASSLA) Associazione di Studi Sociali Latinoamericani
- Centro Studi Giuridici Latinoamericani (CSGLA), Università degli Studi di Roma 'Tor Vergata'

### Polonia
- Instituto de Estudios Ibéricos e Iberoamericanos, Universidad de Varsovia
- American Studies Center of the University of Warsaw

### Portugal
- ISCTE Istituto Universitário de Lisboa (CEI-IUL)

### Reino Unido
- Latin American Centre, University of Oxford

### Rusia (Federación)
- Asociación de Estudios sobre el Mundo Iberoamericano (AEMI)
- Instituto de Latinoamérica (ILA ACR), Russian Academy of Sciences
- Centro de Estudios Iberoamericanos, Saint Petersburg State University
- People's Friendship University of Russia, Moscú

### Suecia
- Nordic Institute of Latin American Studies (NILAS), Stockholm University
- School of Global Studies, University of Gothenburg

### Serbia
- Departamento de Estudios Italianos e Iberoamericanos, Facultad de Filosofía y Artes (CIBAM), Universidad de Novi Sad

### Miembros invitados
- Red Europea de Información y Documentación sobre América Latina (REDIAL)
- Fundación Profesor Andrzej Dembicz (FUNDACJA)
- Latin American Studies Association (LASA)
- University of Miami Institute for Advanced Study of the Americas (UMIA)